# 닭한마리
닭한마리는 이름 그대로 닭 한 마리를 다른 재료들과 함께 냄비에 넣고 끓인 뒤 양념을 찍어 먹는 대한민국 요리다. 1960년대에 서울 도심의 동대문 일대에서 유래된 것으로 알려져 있으며, 오늘날 수도 서울을 대표하는 미식관광 주제 중의 하나로서 국내외 관광객들에게 많은 관심을 끌고 있다.

## 유래
수도 서울은 전국의 상경민들이 모여들어 다양한 음식문화를 공유하는 곳으로서 요리의 기원이 분명치 않은 경우가 상당하지만, 닭한마리는 도심의 동대문시장(종로 신진시장)에서 유래했다는 것이 정설처럼 굳어져 있다. 다만 '닭한마리'라는 이름의 유래에 대해서는 기록상 분명히 규명된 것이 없고 여러 가설만이 남아 있다. 일설에는 동대문시장에서 시간에 쫓기며 영업하는 손님들이 "닭 한 마리 빨리 달라"고 주문하여 탄생한 이름이라는 주장이 있으나, 한편으로는 닭 한 마리를 백숙으로 푹 고아서 먹은 다음 남은 국물에 칼국수까지 끓여 '완전하게 먹는다'는 점을 강조한다는 점에서 '닭한마리'라는 이름이 붙었다는 주장이 있다.:26
닭한마리는 요리법 자체가 닭고기 육수를 이용한 칼국수와 유사하고, 실제로도 닭고기를 먹고 남은 국물에 국수사리를 넣어 칼국수처럼 끓여먹는 것이 일반적인 식사법인 점, 주문을 받고 닭을 요리하기 시작하는 백숙과 달리 미리 애벌로 익혀 둔 닭고기를 부재료와 함께 내놓는 점, 닭고기를 소금에 찍어먹는 백숙과는 달리 식초와 간장 등을 혼합한 양념장에 찍어먹는다는 점 등에 비추어 볼 때 닭백숙이 아닌 칼국수 요리에서 유래된 것으로 추정된다.:28

## 요리와 식사법
닭한마리는 대개 커다란 냄비에 8호에서 9호 크기의 닭 한 마리와 감자, 대파, 마늘을 넣고 탕을 끓인 뒤, 익은 닭고기를 간장, 식초, 겨자와 매운 다지기를 섞어 만든 양념장에 찍어먹고, 그 후 남은 국물에 국수를 끓여먹는 방식이 일반적이다.:28 닭고기는 조리되지 않은 날것이 아니라 미리 어느 정도 익혀둔 것을 내놓는다.

## 국제적 인기
대개는 인삼 등 약재를 넣어 그 향이 강하게 배어나는 백숙 또는 삼계탕과 달리, 닭한마리는 약재를 넣지 않으면서도 닭의 담백한 맛을 잘 살려내고 있어 일찍부터 일본인 관광객들에게 많은 인기를 끌어왔으며, 2000년대에는 일본 현지에서 닭한마리를 요리하는 가게들까지 등장하기에 이르렀다. 한편으로는 채소를 우려낸 육수에 닭 한 마리를 통째로 넣고 그 자리에서 끓여 먹는 방식 자체가 외국인 관광객들에게 신선한 문화적 충격을 준 것도 인기의 요인으로 거론되기도 한다. 닭한마리를 즐겨 먹는 것으로 유명한 외국인으로는 미국 트럼프 정부에서 대북 특사를 맡은 스티븐 비건이 널리 알려져 있다.

## 같이 보기
- 칼국수
- 닭백숙
- 서울 요리
- 서울 도심
- 동대문시장